# アイマスク

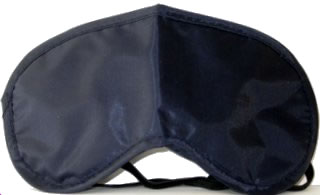

アイマスクとは、目の部分を覆うもの。目隠し（めかくし）とも呼ばれる。

## 概要
アイマスクとは、特に明るい場所で睡眠をとりやすくするために目を覆い、光を遮るために用いるものをいう。
夜勤労働者の日中の睡眠や、飛行機内、列車内などで使用される。列車内などで使用する場合、周囲が全く見えなくなる上、周囲の人間もまったく見えないことを知っているため、窃盗などに遭いやすくなる。
眼鏡状の厚手の布で製作され、ゴムひもなどを後頭部に回して顔面に固定する。
一般的な衛生マスクと同様に耳にゴムひもをかけるものやサングラス（ゴーグル）タイプのもの、顔全体を覆うタイプ（フェイスマスク）もある。
布ではなくジェルなどを内容物とした軟質プラスチックのものなどもあり、冷蔵庫にて冷却してそれを目の部分にあてることによって疲れをとるために用いられる。目の部分に穴が空いているものもある。近年は、ペルティエ素子を用いて電子的に冷却を行うアイマスクも販売されるようになった。
一時的に視覚を奪う「目隠し」とほぼ同義でアイマスクといわれることもあり、健常者に視覚障害を疑似的に体験させたり、盲導犬の訓練において用いることもある。
また、仮装用のマスク（仮面）で、目の部分のみを覆うタイプのものもアイマスクと呼ぶことがある。